# 小浜市立西津小学校
小浜市立西津小学校（おばましりつ にしづしょうがっこう）は福井県小浜市北塩屋にある公立小学校。

## 沿革
- 1872年 - 創立
- 1892年 - 西津尋常小学校に改称。
- 1941年4月1日 - 遠敷郡小浜町西津国民学校に改称。
- 1947年4月 - 遠敷郡小浜町立西津小学校に改称。
- 1951年3月30日 - 合併により、小浜市立西津小学校に改称。

## 通学区域
- 堀屋敷、板屋町、小湊、大湊、北塩屋、西長町、北長町、西津福谷、新小松原、下竹原、小松原川東、小松原川西、（山王前）、（松ヶ崎）[1]

## 進学先中学校
- 小浜市立小浜中学校[1]

## 周辺施設
- 若狭総合公園